# 60 Kompania Przeciwchemiczna
60 Kompania Przeciwchemiczna (60 kpchem) – pododdział wojsk chemicznych Wojska Polskiego.
Na podstawie rozkazu Nr 0058/Org. Ministra Obrony Narodowej z 19 września 1955 r. w garnizonie Gubin-Komorów została sformowana 60 kompania obrony przeciwchemicznej.
Kompania została zorganizowana według etatu Nr 5/185 o stanie 52 wojskowych i włączona w skład 19 Dywizji Pancernej.
Od 1957 wchodziła w skład 5 Saskiej Dywizji Pancernej, a po jej restrukturyzacji w 5 Dywizji Zmechanizowanej.
Zgodnie z działaniami restrukturyzacyjnymi prowadzonymi w Siłach Zbrojnych została rozwiązana 60 kompania przeciwchemiczna 5 Kresowej Dywizji Zmechanizowanej im. Króla Bolesława Chrobrego. Na swej ostatniej, uroczystej zbiórce, żołnierze kompanii stanęli 18 marca 1995 roku.

## Kadra pododdziału
'Dowódcy kompanii:
do 1968 -T.Zając,68-70 por,L.Fortuna,70-73 mjr J.Brzeziński,'
- por. Janusz Workiewicz 73-75,/por.St.Śladkowski 75-78,/mjr A.Hłyń 78-81
- por. Wiesław Poniewierski 81-84
- por. Grzegorz Cieśnikowski 84-87
- kpt. Wacław Fecko 87-92
- kpt. Jan Andrzej Wojciechowski (15 XII 1992 - 22 III 1995)